# Rad´kiwka (obwód charkowski)
Rad´kiwka (ukr. Радьківка) – wieś na Ukrainie, w obwodzie charkowskim, w rejonie iziumskim, w hromadzie Kindrasziwka. W 2001 liczyła 39 mieszkańców.